# Camuropiscidae
Camuropiscidae — семейство плакодерм из отряда артродир. Это были в основном небольшие плакодермы, с пулевидными или веретенообразными телами. Известны из позднего девона, около 382,31—372,15 млн лет назад. Характеризуются удлиненной трубчатой мордой. Все семейство известно только из франской формации Гоугоу в Австралии.
Удлиненные рострумы, обтекаемая форма тела и быстрое смыкание челюстей, характерные для Camuropiscidae, считаются признаками пелагических хищников, преследующих добычу и заглатывающих ее целиком.

## Классификация
По данным Paleobiology Database, на апрель 2025 семейство включает 2 рода и 3 вида:
- †Camuropiscis Dennis and Miles, 1979
  - †Camuropiscis concinnus Dennis and Miles, 1979
  - †Camuropiscis laidlawi Dennis and Miles, 1979
- †Fallacosteus Long, 1990
  - †Fallacosteus turneri Long, 1990